# 깁슨 레스폴

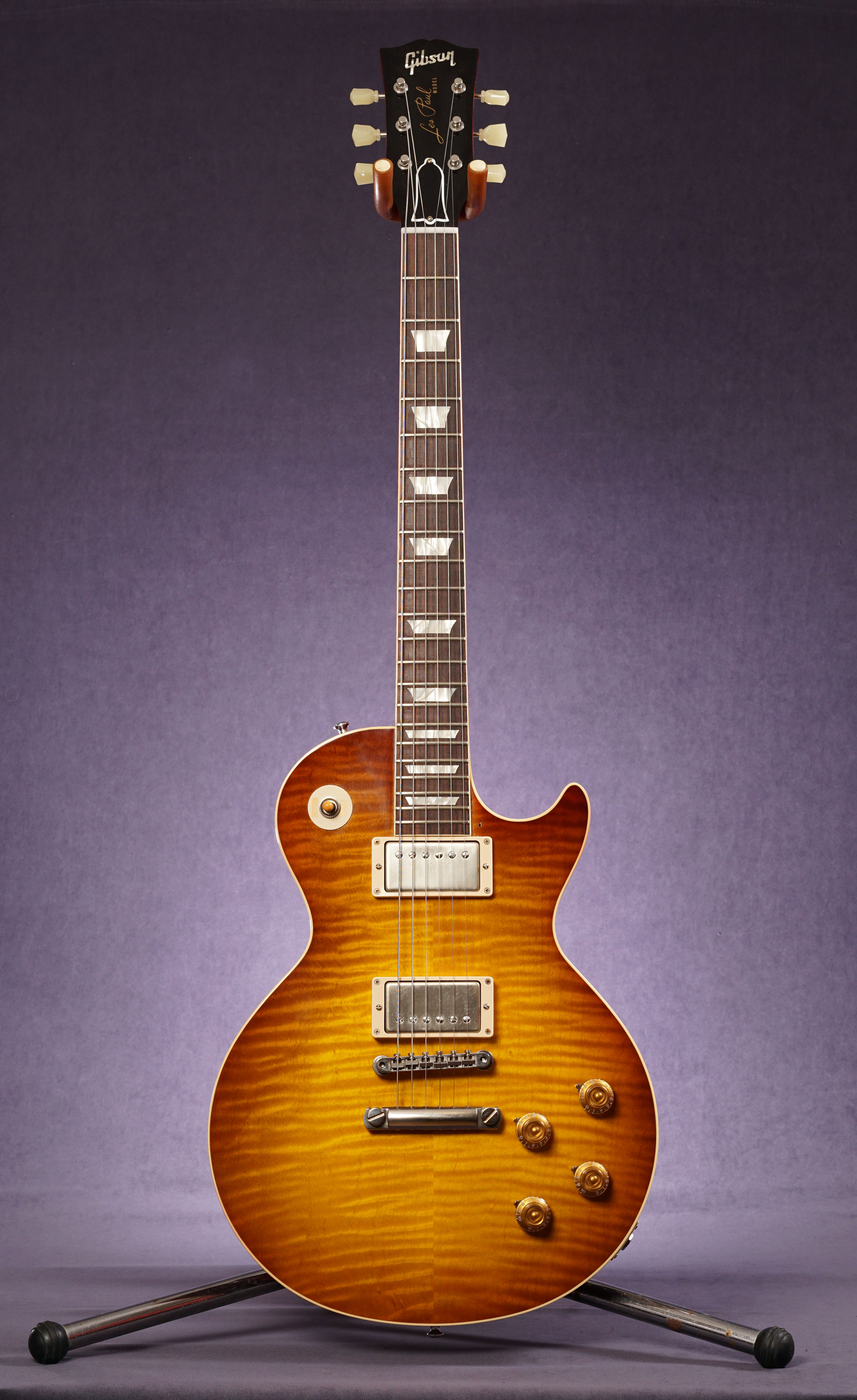
깁슨 레스폴 스탠더드

깁슨 레스폴(Gibson Les Paul)은 1952년 깁슨에 의해 처음 판매된 솔리드 바디 일렉 기타이다. 이 기타는 공장 관리자인 존 후이스와 그의 팀이 기타리스트 레스 폴의 의견과 지지를 받아 디자인했다. 일반적인 디자인 특징은 카브드 메이플 탑과 싱글 컷어웨이가 있는 솔리드 마호가니 바디, 로즈우드 프렛보드가 있는 마호가니 셋인넥, 독립된 볼륨 및 톤 컨트롤이 있는 2개의 픽업, 스톱테일 브릿지를 갖지만, 변형도 존재한다.
레스폴은 원래 골드 피니시와 2개의 P-90 픽업으로 제공되었다. 1957년에는 험버커 픽업이 추가되었고, 1958년에는 선버스트 피니시가 추가되었다. 오늘날 세계에서 가장 잘 알려진 일렉트릭 기타 유형 중 하나인 1958년–1960년 선버스트 레스폴은 낮은 생산량과 판매량으로 상업적인 실패로 간주되었다. 1961년, 레스폴은 현재 SG로 알려진 형태로 재설계되었다. 원래의 싱글 컷어웨이, 카브드 탑 바디 스타일은 1968년에 다시 도입되었다. 레스폴은 이후 다양한 버전과 에디션으로 생산되었다. 펜더의 텔레캐스터 및 스트라토캐스터와 함께 최초의 대량 생산된 일렉트릭 솔리드 바디 기타 중 하나였다. 그들의 다재다능함 때문에 레스폴 일렉트릭 기타는 록, 컨트리, 팝, 소울, 리듬 앤 블루스, 블루스, 재즈, 레게, 펑크, 헤비메탈 등 다양한 음악 장르에서 사용되었다.

## 역사

### 기원(1950–1952)
1950년, 펜더 텔레캐스터의 조상인 펜더 에스콰이어와 펜더 브로드캐스터가 음악 시장에 소개되었고, 솔리드 바디 일렉트릭 기타가 대중적인 열풍을 일으켰다. 시장 수요에 반응하여 깁슨 기타 사장인 테드 맥카티는 기타리스트 레스 폴을 회사에 컨설턴트로 영입했다.
레스폴은 이 시점에서 거의 신화적인 존재가 되었고, 많은 연주자들이 마치 성궤를 찾는 인디애나 존스처럼 빈티지 기타를 추적한다.
레스 폴은 수년간 기타 디자인을 실험해온 존경받는 혁신가였다. 그는 "더 로그"라는 별명을 가진 솔리드 바디 프로토타입을 직접 제작했는데, 이는 프렛보드 너비보다 약간 더 넓고 깊은 기타 중앙을 가로지르는 소나무 블록에서 이름을 따왔다. 기존의 속이 빈 기타 측면 또는 "날개"가 모양을 위해 추가되었다. 1945년 또는 1946년에 폴은 깁슨에게 "더 로그" 프로토타입을 제안했지만 그의 디자인은 거절되었다.
1951년, 맥카티와 깁슨 팀은 결국 레스폴 모델이 될 작업에 착수했다. 레스폴 모델의 초기 프로토타입은 최종 버전과 매우 유사하다. 새로운 레스폴 기타는 당시 깁슨의 명성에 따라 비싸고 잘 만들어진 악기가 되어야 했으며, 성장하는 경쟁사 펜더의 모델과 구별되어야 했다.
맥카티는 판매량 증대를 위해 기타의 헤드스톡에 음악가의 이름을 새길 권리를 레스 폴에게 제안했다. 1951년에 깁슨은 거의 완성된 악기를 폴에게 승인을 위해 제시했다. 맥카티는 레스 폴과의 디자인 논의가 테일피스와 마호가니 바디 위에 메이플 캡을 장착하여 밀도와 서스테인을 높이는 것으로 제한되었는데, 이는 레스 폴이 반대로 요청한 것이었다. 그러나 이 반전은 기타를 너무 무겁게 만들었을 것이므로 폴의 요청은 거절되었다. 폴은 원래의 커스텀에 메이플 캡이 있어야 했고 골드탑은 모두 마호가니여야 했다고 말한다. 커스텀은 골드탑 출시 후 2년이 지나서야 시장에 등장했다. 초기 사양이 설정될 당시 깁슨은 전체 모델 라인업(수년에 걸쳐 출시)을 계획했을 수도 있다. 자신의 이름을 딴 기타 라인에 대한 레스 폴의 기여는 외형적인 것 이상이었다. 예를 들어, 폴은 기타가 번쩍거림뿐만 아니라 깁슨 레스폴 악기의 높은 품질을 강조하기 위해 골드 피니시로 제공되어야 한다고 명시했다. 이후의 레스폴 모델에는 경쟁사 펜더 라인의 자동차 같은 커스텀 컬러 피니시와 대비되는 플레임 메이플 (타이거 스트라이프) 및 "퀼트" 메이플 탑이 포함되었다.
1952년 레스폴은 1인치 두께의 메이플 캡이 있는 마호가니 바디, 로즈우드 프렛보드가 있는 마호가니 넥, 2개의 P-90 싱글 코일 픽업, 강철 스톱 바 아래(위가 아닌)에 줄이 장착된 한 조각 '트라페즈' 스타일 브릿지/테일피스를 특징으로 했다.
이 기타는 1952년 6월 뉴욕의 파라마운트 극장 무대에서 폴이 사용하면서 대중에게 처음 공개되었다. 1952년 7월 24일 월도프 아스토리아 호텔에서 열린 특별 음악가 클리닉에서 타이거 헤인즈, 조지 반즈, 먼델 로, 토니 모토라, 빌리 뮤어와 같은 저명한 기타리스트들에게 미리 선보였다.

### 1950년대 중반(1953–1957)
1953년에 두 번째 레스폴 모델이 소개되었다. 레스폴 커스텀이라 불리는 이 검은 기타는 금도금 하드웨어를 특징으로 하며 "블랙 뷰티"라는 별명을 얻었다. 새로운 브릿지 및 테일피스 디자인이 빠르게 채택되었다. 한 조각 "랩어라운드" 스톱바는 1953년에 도입되었다. 다음 해에는 완전히 조절 가능한 튠-오-매틱 브릿지가 도입되었다. 골드탑 및 커스텀 모델은 1957년까지 큰 변화 없이 계속 생산되었다. 1955년 세스 로버가 설계한 새로운 험버커 픽업은 1957년 레스폴에 처음 사용되었으며, P-90 픽업은 더 이상 제공되지 않았다. 이 픽업에는 "특허 출원 중"을 의미하는 "PAF" 표시가 새겨져 있었다(미국 특허 2,896,491 참조). 이 픽업 혁신은 깁슨과 가장 관련이 있는 대표적인 픽업 디자인이 되었다. 다른 많은 기타 회사들도 험버킹 픽업 버전을 자사의 일렉트릭 기타에 장착하며 이 트렌드를 따랐다.

### 선버스트의 실패와 부활(1958–1968)
1958년, 레스폴은 첫 번째 주요 디자인 변경을 겪었다. 스탠다드라 불리는 새로운 모델은 1957년 골드탑의 대부분 기능을 유지했다. 그러나 스탠다드는 체리 레드 선버스트 피니시를 특징으로 했다. 이 기타는 골드탑 모델보다 가격이 높았지만, 커스텀 모델보다는 낮았다. 이 시기에 깁슨 악기는 젊은 신흥 기타리스트보다는 나이든 재즈 지향적인 청중을 대상으로 마케팅되었다. 결과적으로, 3년의 생산 기간 동안 스탠다드는 약 1,700대만 제작되었다.
이 레스폴은 너무 무겁고 구식으로 여겨졌고, 처음에는 기타리스트들 사이에서 인기가 없었다. 1961년, 깁슨은 더 가벼운 재설계 모델인 SG 생산을 위해 전통적인 레스폴 생산을 중단했다. 그러나 1960년대 중반에 레스폴 스탠더드에 대한 관심이 다시 부활했다. 1964년, 롤링 스톤즈의 키스 리처즈가 선버스트 1959년 레스폴 스탠더드를 사용하기 시작하면서, 그는 영국 음악계에서 레스폴을 연주한 첫 번째 "스타 기타리스트"가 되었다. 빅스비 테일피스를 장착한 이 기타는 기타리스트의 주요 악기 중 하나가 되었고, 영국 블루스 붐 동안 레스폴 사용에 첫 번째 동기를 제공했다. 미국에서는 마이크 블룸필드가 폴 버터필드 블루스 밴드와 투어하는 동안 1954년 레스폴 골드탑을 사용하기 시작했으며, 밴드의 East-West 앨범 작업 대부분을 그 기타로 녹음했다. 1년 후, 그는 그것을 그가 가장 많이 연주한 1959년 스탠더드와 교환했다. 1967년까지 그레이트풀 데드의 제리 가르시아는 1950년대 중반의 P-90 픽업 장착 골드탑 또는 블랙 커스텀 모델을 사용했으며, 이는 1968년까지 계속 사용했다. 동시에 1960년대 후반에는 피터 그린, 제프 벡, 폴 코소프, 지미 페이지와 같은 아티스트들이 선버스트 레스폴 스탠더드를 사용하기 시작했다. 이러한 영향과 대중의 증가하는 압력에 반응하여 깁슨은 1968년 7월 레스폴 싱글 컷어웨이 기타를 다시 도입했으며, 이 기타는 현재까지 생산되고 있다.

### ECL과 노린 시대(1969–1985)
1969년, 깁슨의 모회사(시카고 뮤지컬 인스트루먼츠)가 ECL이라는 컨글로머릿에 인수되었다. 깁슨은 1974년 노린 뮤지컬 인스트루먼츠의 자회사가 될 때까지 CMI의 통제하에 있었다.

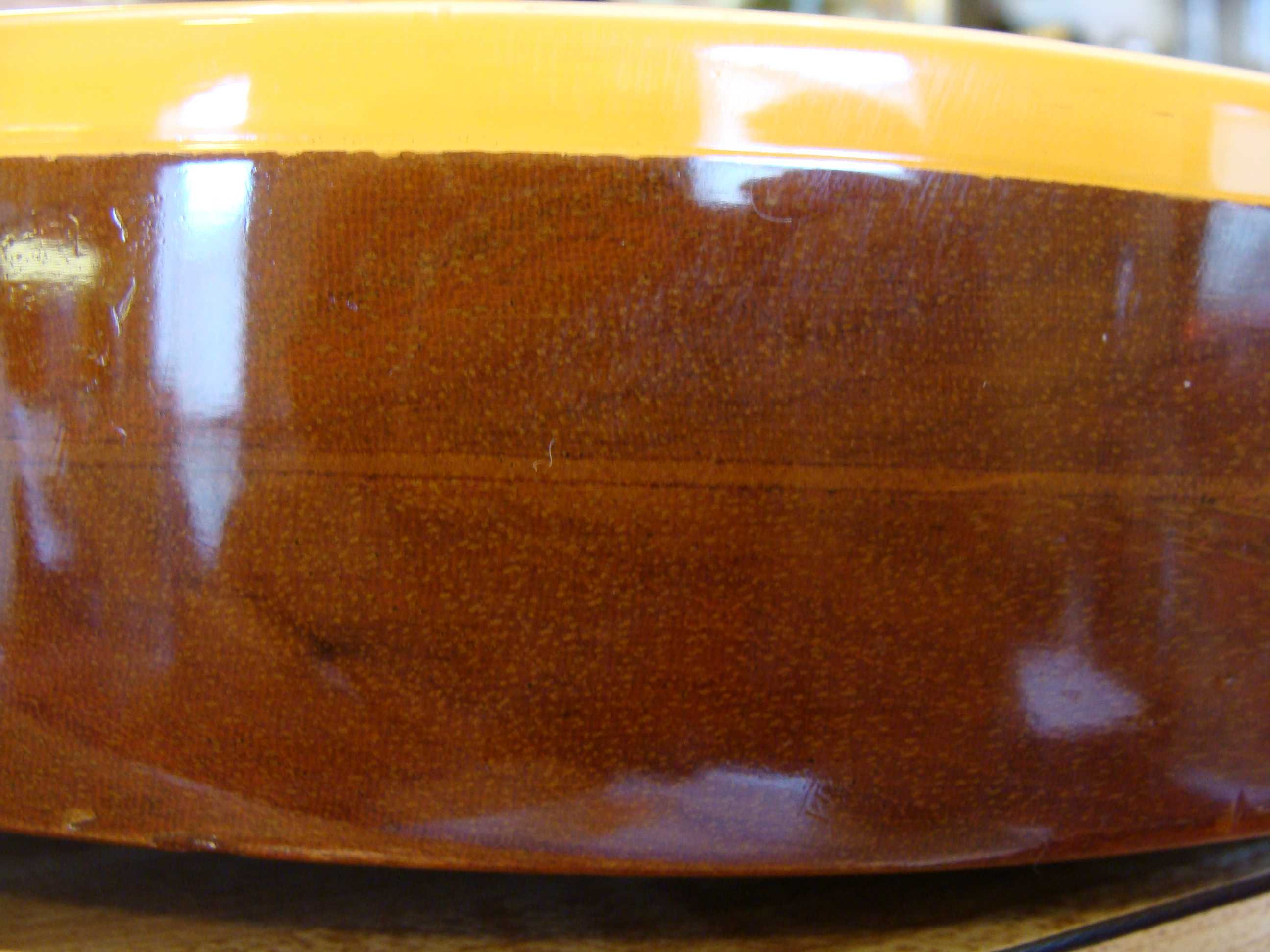
노린 시대의 크로스밴딩, 멀티피스 바디 가장자리에서 보이는 팬케이크 모양의 층

이러한 소유권 변경, 종종 "노린 시대"라고 불리는 기간 동안 깁슨 제품은 제조 및 건설에 변화를 겪었다. 레스폴 디자인이 변경되었고 헤드스톡 파손을 줄이기 위해 강화된 상부 넥 볼류트가 추가되었다. 넥 목재는 한 조각 마호가니에서 세 조각 메이플 디자인으로 변경되었다. 바디도 메이플 탑이 있는 한 조각 마호가니에서 여러 조각 마호가니 슬랩과 여러 조각 메이플 탑으로 변경되었다. 이것을 "멀티피스" 건설이라고 부르며, 때로는 잘못해서 "팬케이크" 바디라고 부른다. "팬케이크 바디"라는 표현은 실제로 메이플 캡이 있는 두 조각 마호가니 슬랩 사이에 얇은 메이플 층이 끼워진 바디를 의미한다. 메이플의 결은 마호가니의 결에 대해 90도로 배치되었다. 기타 가장자리를 보면 "팬케이크"와 같은 층이 명확하게 보인다. 이 과정은 "크로스밴딩"으로도 알려져 있으며, 더 저렴하고 쉽게 구할 수 있는 얇은 마호가니를 사용하기 위해 수행되었다. 크로스밴딩은 1977년까지 단계적으로 폐지되었다.
이 시대에 깁슨은 레스폴 레코딩과 같은 새로운 모델을 실험하기 시작했다. 이 기타는 복잡한 전자 장치 때문에 기타리스트들 사이에서 대체로 인기가 없었다. 덜 눈에 띄는 변경 사항에는 옵션 메이플 지판(1976년 추가), 픽업 캐비티 차폐, ABR1 Tune-o-matic 브릿지의 넓은 "내슈빌" 브릿지로의 교차 등이 포함되었지만 이에 국한되지 않았다. 1970년대 동안 레스폴 바디 모양은 S-1, Sonex, L6-S 및 클래식 레스폴 레이아웃을 따르지 않는 다른 모델을 포함한 다른 깁슨 모델에 통합되었다.

### 노린 이후
1986년 1월, 깁슨은 다시 소유권이 변경되었고 다양한 레스폴 모델을 생산하기 시작했다. 1980년대에는 볼류트와 메이플 넥을 포함한 여러 디자인 특성이 종식되었다. 그러나 소비자 수요 때문에 깁슨 레스폴 기타는 오늘날 현대적인 디지털 전자 장치를 갖춘 기타부터 1952년부터 1960년까지의 기타 초기 생산 라인의 모양과 사양과 일치하도록 제작된 클래식 리이슈 모델에 이르기까지 다양한 선택지로 제공된다.
1986년, 빈티지 모델에 대한 높은 수요에 부응하여 깁슨은 커스텀 샵 부서를 설립했다. 원래 커스텀 샵은 초기 레스폴 모델의 정확한 복제품뿐만 아니라 단품 모델도 생산하기 시작했다. 오늘날 커스텀 샵은 수많은 한정판 "역사적 사양" 모델과 시그니처 아티스트 모델을 생산한다. 최초의 커스텀 샵 아티스트 기타는 1996년 조 페리 레스폴이었으며, 오늘날 여러 아티스트 모델이 제공된다. 깁슨에서 "빈티지 오리지널 사양"(VOS)으로 브랜드화된 "레릭" 또는 "에이징" 모델은 잘 사용된 빈티지 기타를 재현하기 위해 커스텀 샵에서 제작된다.
2017년 기준, 깁슨은 가격, 기능, 전자 장치 및 마감에 차이가 있는 여러 종류의 레스폴 기타를 제공한다. 예를 들어, 현대의 '스탠더드'는 더 넓은 범위의 사운드를 위해 코일 스플릿 픽업을 제공한다. '트래디셔널' 모델은 1950년대부터 1980년대까지 생산된 기타의 더 기본적인 기능을 제공하고, '클래식' 모델은 또 다른 기능을 제공한다. '스페셜'과 '스튜디오' 모델은 더 기본적인 수준의 마감과 더 저렴한 가격을 가지고 있다. 이 모델들은 그들의 미국 유산을 활용하여 '깁슨 USA' 기타로 마케팅된다.

## 모델및 변형
첫 번째 모델은 단순히 "Gibson Les Paul"이라고 불렸으며 1952년에 출시되었다. 이 스타일은 그 이후로 "골드탑"으로 소급하여 명명되었는데, 이 모델은 하나의 마감으로만 나왔기 때문이다. 즉, 올드 골드 솔리드 페인트에 두 개의 P-90 픽업과 니켈 도금 하드웨어가 장착되었다. 1954년에는 레스폴 커스텀이 모델 라인에 추가되었다. 커스텀은 솔리드 블랙 마감, 금도금 하드웨어 및 헤드스톡을 포함한 다른 고급 장식품을 특징으로 하며, 픽업 3개를 장착한 최초의 깁슨 모델 중 하나가 되었다. 스탠더드 골드탑 모델은 1957년에 PAF 험버킹 픽업을 장착했으며, 골드탑 페인트 작업은 1958년에 단종되고 투명한 투톤 선버스트 페인트 작업으로 대체되었다. 1958년부터 이 메인 모델은 레스폴 스탠더드로 알려지게 되었고, "더 버스트"라는 별명이 붙었으며 높은 수집 가치로 유명하다. 원래의 레스폴 바디 모양은 1961년에 단종되고 SG로 급격하게 재설계되었다 (이는 레스 폴의 보증 계약이 만료되기 전 몇 년 동안 레스폴 SG로 알려져 있었다). 1960년대 중반부터 후반까지, 험버커가 장착된 "버스트" 모델의 독특한 음색은 록 기타리스트들 사이에서 가장 좋아하는 것이 되었고, 이러한 새로운 관심은 깁슨이 1968년에 스탠더드 및 커스텀 모델을 다시 출시하게 만들었다. 그 이후로 꾸준히 생산되고 있으며, 깁슨은 레스폴 주니어 및 레스폴 스페셜과 같은 저가/학생용 라인, 레스폴 프로페셔널 및 레스폴 레코딩과 같이 기본 장식품에 업그레이드된 전자 장치를 갖춘 스튜디오 품질 기타, 그리고 수십 개의 유명인 보증 모델을 포함한 다른 단명 모델 등 수년 동안 여러 모델 라인을 추가했다.

### Goldtop(1952–1958, 1968–현재)
최초의 레스폴 모델 골드탑은 1952년부터 1957년까지 생산되었다. 초기 1952년 레스폴은 일련번호가 발급되지 않았고, 바인딩된 지판이 없었으며, 일부에서는 "LP 모델 프로토타입"으로 간주한다. 그러나 후기 1952년 레스폴은 일련번호가 발급되었고 바인딩된 지판도 함께 나왔다. 일부 초기 모델의 디자인 구성은 다양했다. 예를 들어, 일부 초기 레스폴에는 일반적인 크림색 플라스틱 커버 대신 검은색으로 덮인 P-90 픽업이 장착되었다. 골드탑 레스폴의 무게와 음색 특징은 대부분 마호가니와 메이플 구조 때문이었다.
1953년, 트라페즈 테일피스는 폐지되고 새로운 스톱바 디자인이 추가되었다. 이 디자인은 두 개의 스터드가 브릿지 픽업 바로 뒤에 있는 미리 인토네이션된 브릿지와 테일피스를 결합했다. 이것은 골드탑의 서스테인을 눈에 띄게 증가시켰지만, 인토네이션과 줄 높이 조절성은 제한적이었다. 새로운 디자인인 튠-오-매틱이 1955년에 스톱바를 대체했다. 이것은 쉽게 조절 가능한 브릿지와 서스테인을 전달하는 테일피스를 결합하여 기타 상단에 직접 부착된 별도의 브릿지와 테일피스로 구성되었다. 이 디자인은 그 이후 대부분의 레스폴에 사용되었다. 튜너는 클루슨에서 생산되었다.

### Custom(1954–1960, 1968–현재)
레스폴 커스텀은 금색 하드웨어, 헤드스톡을 포함한 여러 겹 바인딩, 흑단 지판, 실제 자개 인레이, 두 개 또는 세 개의 픽업 레이아웃을 특징으로 한다. 1950년대 커스텀 모델은 골드탑처럼 메이플 캡이 아닌 전체 마호가니로 제작되었다. 원래 커스텀 모델에는 브릿지 위치에 P-90 픽업이, 넥 위치에는 Alnico V "스테이플" 픽업이 장착되었다. 1957년, 커스텀 모델에는 깁슨의 새로운 PAF 험버커 픽업이 장착되었고, 나중에 일반적인 두 개 대신 세 개의 픽업으로도 사용할 수 있게 되었다. 전통적인 레스폴 커스텀은 1961년에 단종되었고 그 이름은 당시 새로운 SG의 커스텀 버전으로 이전되었다.
1968년, 깁슨은 레스폴 커스텀을 두 개의 픽업만 장착한 모델로 다시 출시했다. 헤드스톡 각도는 17도에서 14도로 변경되었고, 더 넓은 헤드스톡과 메이플 탑(원래 1953-1961년 마호가니 탑 구조 대신)이 추가되었다. 흰색과 두 가지 선버스트 마감 옵션이 1974년에 색상 팔레트에 추가되었다. 또한 1974년에는 옵션으로 TP-6 파인 튜너 테일피스가 추가되어 브릿지에서 현 튜닝을 미세 조정할 수 있게 되었다. 마호가니 넥은 1975년에 세 조각 메이플 넥으로 대체되었고(마호가니는 여전히 제한적으로 사용되었지만), 이 변경은 약 1982년까지 지속되었다. 와인 레드와 "실버버스트"와 같은 인기 있는 색상이 1970년대와 80년대에 추가되었다. 깁슨은 현재 다양한 마감과 픽업을 갖춘 여러 커스텀 모델을 생산하고 있다.

### Standard(1958–1960, 1976–현재)
1958년, 새로운 스탠더드 모델은 PAF 험버커 픽업, 메이플 탑, 스톱 테일피스 또는 빅스비 비브라토 테일피스가 있는 튠-오-매틱 브릿지를 포함하여 1957년 골드탑의 대부분 사양을 유지했다. 1952년부터 사용된 골드 컬러는 깁슨의 플랫탑, 아치탑 어쿠스틱 및 할로우 일렉트릭 기타에 오랫동안 사용된 선버스트 마감의 체리 레드 버전으로 대체되었다. 메이플 캡이 이제 보이게 되었으므로, 탑은 솔리드 "플레인탑" 메이플 조각 또는 무늬(컬리 또는 퀼티드) 메이플 두 조각을 북매치하여 제작되었다. 이전 골드탑 모델과 구별하기 위해 새로운 레스폴은 레스폴 스탠더드로 불렸다. 1958년-60년 동안의 사양은 연도별로 그리고 기타별로도 다양했다. 일반적인 1958년 레스폴 스탠더드 넥은 더 두꺼웠고, 프렛은 더 얇고 프렛 높이가 낮았으며, 이는 1959년 동안 변경되어 1960년 일반적인 넥으로 발전했는데, 단면은 더 얇고 프렛은 더 넓고 높았다. 1958년-59년 모델에 사용된 체리 염료는 자외선 노출로 인해 빠르게 퇴색했기 때문에, 1960년 초 깁슨은 새로운, 퇴색 방지 제형으로 전환했는데, 이는 또한 덜 투명하고 약간 더 주황색이었다. 이것은 때때로 "토마토 수프 버스트"라고 불린다. 원래 페인트 작업의 퇴색은 예측할 수 없었는데, 빨간색은 특정 제형과 기타가 노출된 조건에 따라 밝아지거나 어두워질 수 있었기 때문에 결과적인 색상에 대해 "레몬 버스트" 또는 "타바코 버스트"와 같은 다양한 별명이 생겼다. 이제 1958년-59년 원래 모델에서 발견되는 다양한 색상 변형에도 불구하고, 모두 거의 동일한 페인트 작업으로 시장에 나왔다. 또한, 생산 기간 동안 깁슨은 픽업 보빈에 사용된 플라스틱 색상을 검은색과 흰색 사이에서 여러 번 변경했지만, 조립 중에는 픽업이 반무작위적으로 조립되었고, 험버킹 픽업을 만들 때 두 개의 싱글 코일 보빈을 서로 맞추는 데 주의를 기울이지 않았다. 기타는 니켈 도금 픽업 커버와 함께 판매되었기 때문에 깁슨은 보빈의 색상을 미학적 고려 사항으로 간주하지 않았다. 또한, 투명한 마감으로 나무결이 보이게 되었기 때문에, 각 선버스트 모델은 마감 퇴색, 나무결, 픽업 색상의 고유한 조합을 가지며, 이는 모델의 수집 가치를 높인다. 많은 유명한 오리지널 레스폴 스탠더드는 고유한 외형으로 쉽게 식별할 수 있다.

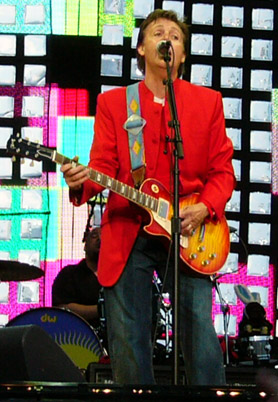
폴 매카트니가 1960년 왼손잡이용 체리버스트 레스폴을 연주하는 모습

스탠더드의 원래 생산은 1958년부터 1961년 초까지 지속되었다. 깁슨은 "레스폴" 모델의 선적 기록만 보관했고, 선버스트 스탠더드는 이전 골드탑 및 이후 SG 모델과 생산 연도가 겹치기 때문에 정확한 생산량을 파악하기 어렵다. 출처에 따라 이 초기 모델은 1,200대에서 1,700대 사이로 제작되었으며 이후 높은 가치를 지니게 되었다고 추정된다.
생산은 1961년 깁슨이 레스폴을 "더블 컷어웨이" 바디로 재설계하여 현재 SG가 되었을 때 종료되었다. 이 모델은 1976년 레스폴 스탠더드 생산이 높은 수요로 인해 "공식적으로" 재개되기 전에 1972년 초부터 딜러들에게 조용히 다시 도입되었다. 그 이후로 꾸준히 생산되고 있으며, 깁슨 커스텀 샵에서도 1958년–60년 원래 사양을 사용하여 주기적으로 재이슈되고 있다.

### Junior(1954–1960) 및TV(1955–1960)
1954년, 레스폴 주니어는 초심자 또는 학생 기타리스트를 대상으로 출시되었다. 비용 절감 조치로, 스탠더드 및 커스텀 모델의 많은 장식품은 주니어에서 빠졌다. 주니어는 선버스트로 마감된 플랫탑 "슬랩" 마호가니 바디(다른 모델의 카브드 메이플 탑과는 대조적으로)로 특징지어진다. 단일 P-90 픽업(더 비싼 모델의 두 개 및 세 개 험버커 픽업 구성과는 대조적으로), 간단한 볼륨 및 톤 컨트롤, 평범한 점 모양의 위치 표시자가 있는 바인딩되지 않은 로즈우드 지판, 골드탑과 유사한 조합 브릿지/테일피스 유닛을 갖추고 있었다.
1955년, 깁슨은 레스폴 TV 모델을 출시했는데, 이 모델은 이름과 유행하는 "라임드 오크" 스타일 마감(나중에 "라임드 마호가니"로 더 정확하게 명명됨)을 제외하고 주니어와 동일했다. 흰색 목재 필러가 있는 이 자연스러운 목재 마감은 종종 자연스러운 목재 또는 둔한 노란색 모양으로 노화되었고, 결국에는 불투명한 겨자색으로 발전하여 대중적으로 "TV 옐로우"라고 불렸다. 이 모델은 인기 있는 신화처럼 오래된 TV 카메라의 눈부심을 피하기 위한 것이 아니라, 당시 텔레비전에 방영되던 "레스 폴 & 메리 포드 쇼"를 홍보하기 위한 현대적인 외형과 이름이었다.
깁슨은 1959년에 주니어와 TV 모델에 급격한 디자인 변화를 주었다. 이전 디자인이 허용했던 것보다 더 높은 프렛에 대한 접근성을 높여달라는 플레이어의 요청에 따라, 이 일렉트릭 기타 모델들은 새로운 더블 컷어웨이 바디 모양으로 재설계되었다. 또한, 주니어는 이제 체리 레드 마감으로도 사용할 수 있게 되었고, 재설계된 TV 모델은 더 노란색을 띤 마감으로 채택되었다.

### Special(1955–1960)
레스폴 스페셜은 1955년에 출시되었으며, 슬랩 바디, 두 개의 솝바 P-90 싱글 코일 픽업을 특징으로 했고, TV 옐로우와 비슷한 색상으로 마감되었다 (하지만 TV 모델로 불리지는 않았다). 이 모델은 주니어와 스탠더드 사이에 위치하며, 스탠더드의 두 개의 픽업 구성을 갖추고 있지만, 주니어의 더 간단하고 기본적인 장식품을 특징으로 한다.
1959년, 스페셜 모델은 주니어와 TV 모델이 1959년에 받은 것과 동일한 새로운 더블 컷어웨이 바디 모양을 갖게 되었다. 이 무렵, 레스 폴은 깁슨과의 제휴를 중단하기로 결정했고, 이 모델은 1959년 후반에 "SG 스페셜"로 이름이 변경되었다. 그러나 새로운 디자인이 두 개의 픽업을 가진 스페셜에 적용되었을 때, 넥 픽업을 위한 캐비티가 넥-바디 접합부와 겹쳤다. 이로 인해 접합부가 약해져 약간만 다루어도 넥이 부러질 수 있었다. 깁슨 디자이너들이 넥 픽업을 바디 아래로 더 멀리 이동하여 더 강한 접합부를 만들고 파손 문제를 제거하면서 문제가 곧 해결되었다.

### Les Paul SG(1961–1963)

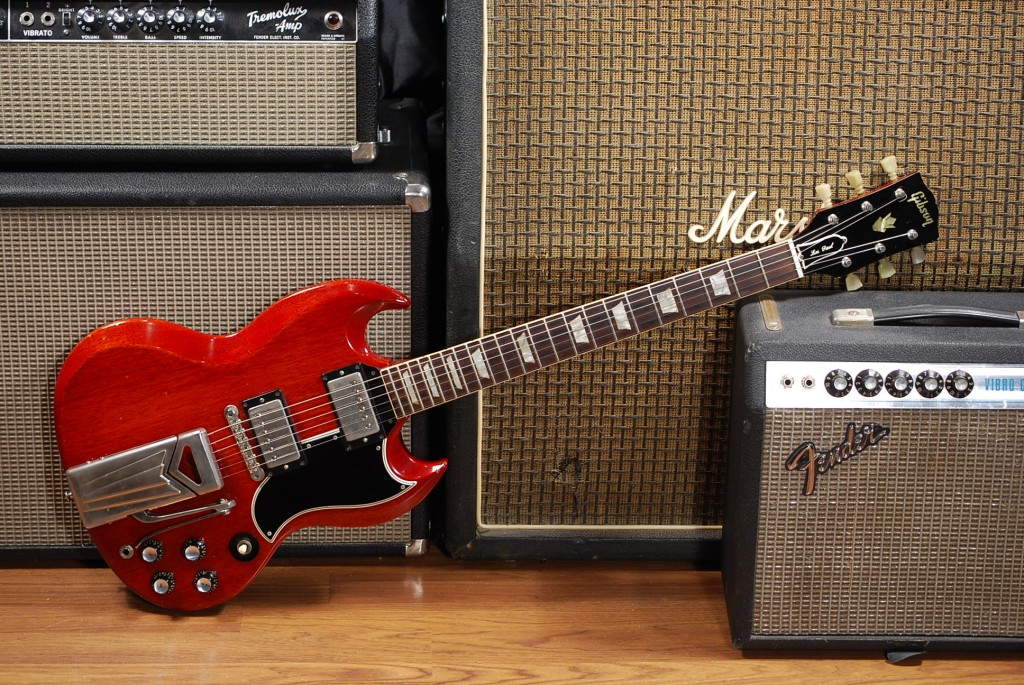
1962년 레스폴 스탠더드 (SG 스탠더드)

1960년, 깁슨은 펜더의 유사하지만 훨씬 가벼운 더블 컷어웨이 디자인인 스트라토캐스터와의 강력한 경쟁으로 인해 일렉트릭 기타 판매량이 감소했다. 이에 대응하여 깁슨은 레스폴 라인을 수정했다. 1961년 레스폴은 이전 모델보다 더 얇고 훨씬 가벼웠으며, 두 개의 날카로운 컷어웨이와 비브라토 시스템을 갖추었다. 그러나 재설계는 레스 폴의 지식 없이 이루어졌고, 그는 이 디자인을 싫어했기 때문에 깁슨에게 그의 이름을 제거해 달라고 요청했다. 더블 컷어웨이 디자인은 깁슨과의 레스 폴 보증 계약이 끝난 1963년까지 "레스폴" 이름을 유지했다. 계약 없이 깁슨은 기타를 "레스폴"이라고 부를 수 없게 되었고, "SG"(솔리드 기타의 약자)로 이름을 변경했다.

### Deluxe(1970–1985)
디럭스는 1968년~1969년의 "새로운" 레스폴 모델 중 하나였으며 스페셜 모델의 진화로 여겨졌다. 이 모델은 "미니 험버커", 일명 "뉴욕" 험버커를 특징으로 했으며 처음에는 인기가 없었다. 미니 험버커 픽업은 깁슨이 에피폰 미니 험버커 잉여 재고를 사용하기 위해 개발한 어댑터 링을 사용하여 미리 새겨진 P-90 픽업 캐비티에 맞도록 만들어졌다. 디럭스는 1970년에 도입되었으며 깁슨의 미국 내 생산 레스폴 모델 전반에 걸쳐 생산을 표준화하는 데 도움이 되었다. 디럭스의 첫 번째 버전은 한 조각 바디와 슬림한 세 조각 넥을 특징으로 했다 (일부 초기 "한 조각" 바디는 원래 1950년대 레스폴 부품의 남은 재고일 가능성이 있다고 여겨졌다). 멀티 피스 바디 (두 겹의 온두라스 마호가니 위에 얇은 메이플 층)는 1969년 후반에 등장했다. 그 해 말에는 넥 볼류트 강화가 추가되었다. 1969년 디럭스 모델은 깁슨 로고에서 "i" 위의 점이 없는 특징을 가지고 있다. 1969년 후반/1970년 초까지 "i" 위의 점이 다시 돌아왔고 헤드스톡 뒷면에 "Made In USA" 스탬프도 추가되었다. 깁슨은 1972년부터 1974년까지 레스폴 스탠더드 픽업 사양으로 풀 사이즈 험버커 t-탑 픽업이 장착된 특별 주문 기타로 216대의 디럭스 골드탑을 생산했다 (1973년 179대, 1974년 28대, 1972년 9대). 틀:Tone inline
1974년 말까지 제조된 깁슨 레스폴 디럭스의 90%는 골드 탑이었다. 1975년부터는 새로운 색상이 등장했으며, 골드 탑보다 가치가 낮았다. 1975년 말까지 넥 구조는 마호가니에서 메이플로 변경되었다. 이는 1980년대 초까지 지속되었고, 그 후 마호가니로 돌아갔다. 바디는 1976년 후반 또는 1977년 초에 팬케이크 디자인에서 솔리드 마호가니로 다시 변경되었다. 1985년 깁슨은 디럭스 모델 생산을 중단했다.

### 프로페셔널 (1969–1971)
레스폴 프로페셔널은 1969년부터 1971년까지 생산되었으며, 단 118대만 생산된 희귀 모델이었다. 주로 스튜디오 기타로 설계된 이 모델은 장식이 없는 짙은 색으로 염색된 마호가니 슬랩 바디, 각도를 두고 장착된 두 개의 저 임피던스 픽업, 그리고 표준 "리듬/리드" 스위치뿐만 아니라 테일피스와 볼륨/톤 노브 사이에 추가적인 톤 옵션을 제공하는 두 개의 토글 스위치를 포함한 독특한 컨트롤 레이아웃을 특징으로 했다. 저 임피던스 픽업은 내장 트랜스포머가 포함된 특수 케이블이 필요했다. 이 모델은 스톱 테일피스 또는 깁슨 브랜드 빅스비 비브라토 테일피스와 함께 제공되었다. 시카고의 기타리스트 테리 캐스는 스튜디오와 무대 모두에서 레스폴 프로페셔널을 사용했다. 이 모델은 인기가 없었고, 1971년에 단종되었으며 레스폴 레코딩 모델로 대체되었고, 이 모델 자체는 1983년에 레스폴 스튜디오 모델로 대체되었다. 1972년과 1973년에 몇 대의 프로페셔널 모델이 출하되었지만, 당시 카탈로그는 레코딩 모델로 변경된 상태였다.

### 레코딩 (1971–1979)

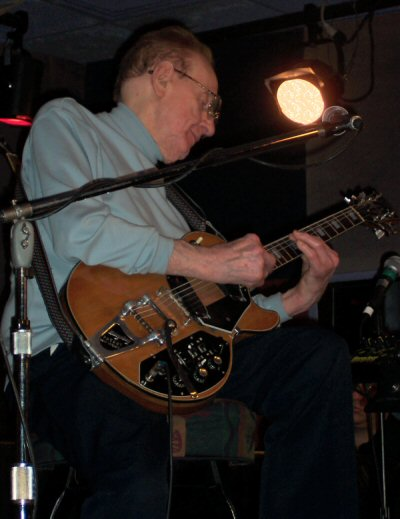
레스 폴이 자신의 맞춤형 1971년 레스폴 레코딩 기타를 연주하고 있다

레스폴 레코딩 모델은 1971년 후반부터 1979년까지 생산되었다 (첫 모델은 1972년에 출하되었다). 프로페셔널 모델을 약간 수정한 버전이며, 동일한 저 임피던스 픽업과 동일한 바디를 특징으로 하지만 더 밝은 색상의 염색을 사용했다. 컨트롤 레이아웃이 변경되었으며, 리듬/리드 셀렉터 스위치는 기타 바디의 좌상단에서 우하단으로 다른 컨트롤 근처로 이동되었고, 톤 컨트롤 토글 스위치는 90도 회전되었다. 스위치와 노브를 라벨링하는 플라스틱 플레이트도 프로페셔널 모델보다 더 컸다. 레스 폴 자신은 자신의 이름이 새겨진 모든 기타 중에서 레코딩 모델을 가장 선호했으며, 이리듐 재즈 클럽 및 기타 뉴욕 공연장에서 연주하는 동안 그의 주요 기타였다. 이 모델은 2014년에 재출시되었다.

### 더 폴 (1978–1982)

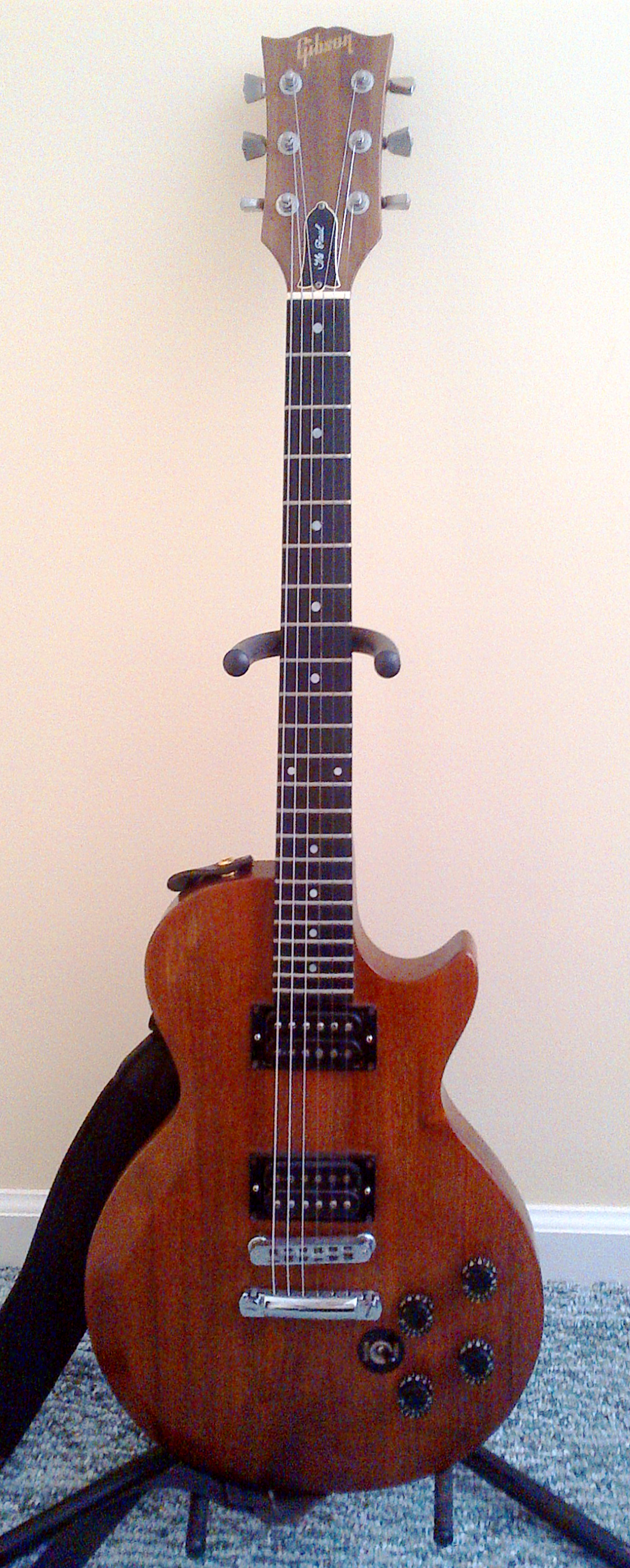
깁슨 더 폴

날카로운 싱글 컷어웨이 레스폴 스타일 월넛 바디, 셋 월넛 넥, 펄 도트 인레이, 골드 깁슨 로고가 있는 월넛 헤드스톡 오버레이 (1978–1981) 또는 헤드스톡에 각인된 깁슨 로고 (파이어브랜드, 1981–1982). 하드웨어에는 사이드당 세 개의 튜너, 스톱 테일피스, 두 개의 노출된 험버커 픽업, 네 개의 노브 (볼륨 2개, 톤 2개), 세 방향 픽업 스위치, 크롬 하드웨어, 내추럴 월넛 마감으로 제공되었다. 1978년부터 1982년까지 제조되었다. 그로버 튜닝 키와 튠-오-매틱 브릿지와 같은 고급 부품이 포함되었다. 자연스러운 마감 때문에 "커피 테이블 버스트"라고 애정 어린 별명이 붙었다.

### Studio(1983–현재)

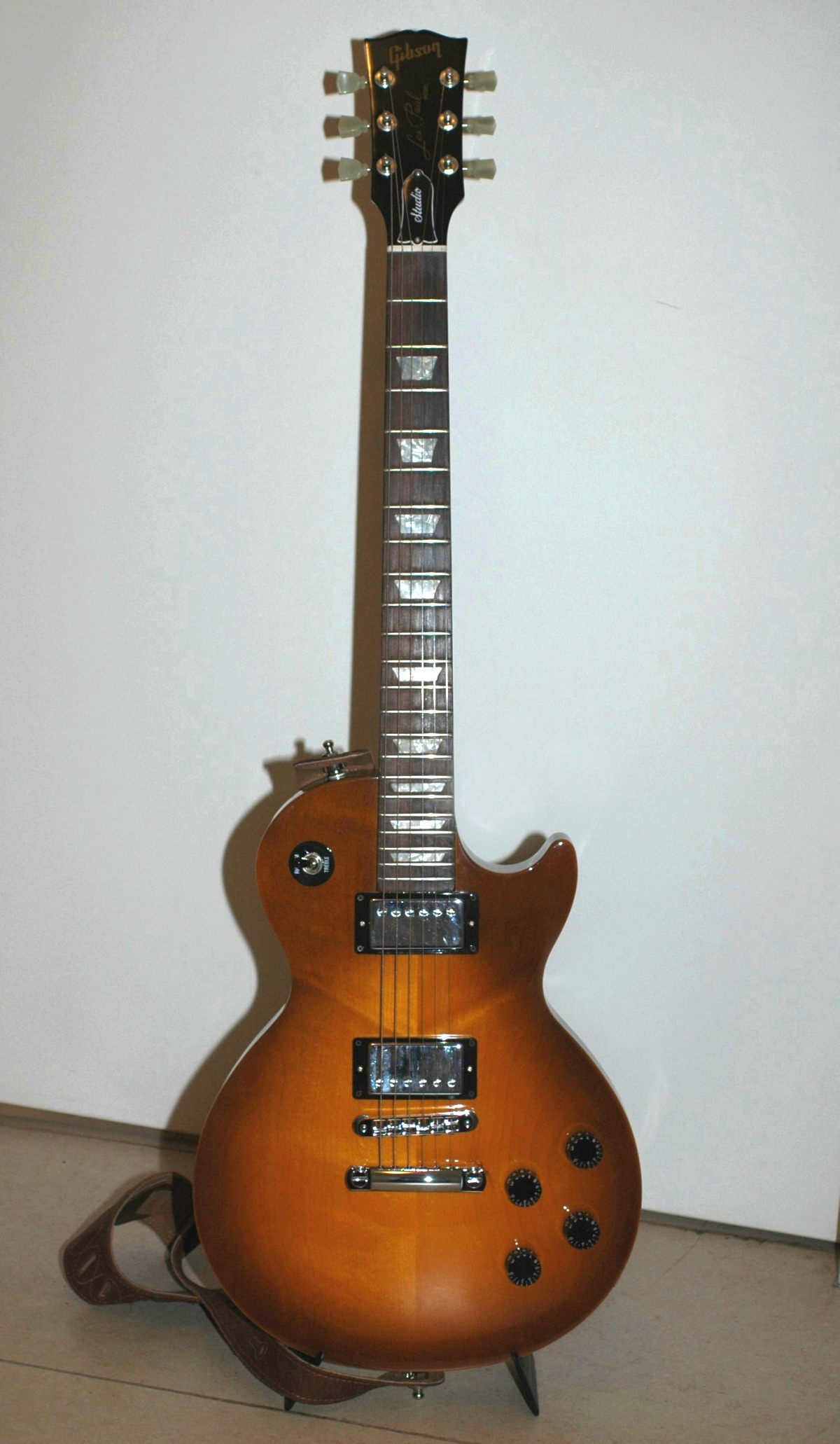
스튜디오

스튜디오 모델은 1983년에 출시되었으며 현재도 생산 중이다. 이 기타는 스튜디오 뮤지션을 위한 것이다. 따라서 "레스폴 스튜디오"의 디자인 특징은 최적의 사운드 출력에 중점을 두며 화려한 외관에는 중점을 두지 않는다. 이 모델은 음색과 연주성에 기여하는 깁슨 레스폴의 요소만 유지하며, 여기에는 카브드 메이플 탑과 표준 기계 및 전자 하드웨어가 포함된다. 그러나 스튜디오 디자인은 2017년까지 사운드 품질에 영향을 미치지 않는 바디/넥 바인딩을 포함한 여러 스톡 깁슨 장식품을 생략한다. 1983년부터 1986년까지의 첫 스튜디오 모델은 마호가니/메이플 대신 앨더 바디로 제작되었다. 현재 스튜디오 모델은 메이플 또는 마호가니 캡이 있는 챔버드 마호가니 바디와 함께 제공된다. 엔트리 레벨 레스폴 스튜디오 "페이디드"는 무게 감소된 마호가니 바디와 탑, 새틴 마감을 갖는다. 2018년에는 넥 바인딩과 깁슨에서 가장 인기 있는 험버킹 픽업인 57 클래식 및 57 클래식+, 두 개의 푸시-풀 팟이 도입되었다. 튜닝의 안정성과 뛰어난 서스테인을 보장하기 위해 그로버 튜너, 자동 윤활 너트, 알루미늄 튠-오-매틱 브릿지가 도입되었다.
깁슨은 또한 스튜디오를 "스탠다드" 모델로도 제공했다. 이 변형은 넥 및 바디 바인딩, 흑단 프렛보드, 선버스트 페인트 작업을 갖추고 있었다. 당시 모든 스튜디오 모델은 도트 프렛보드 마커와 더 얇은 바디를 가지고 있었다.

### 멤피스 ES-레스폴 (2014–2016)

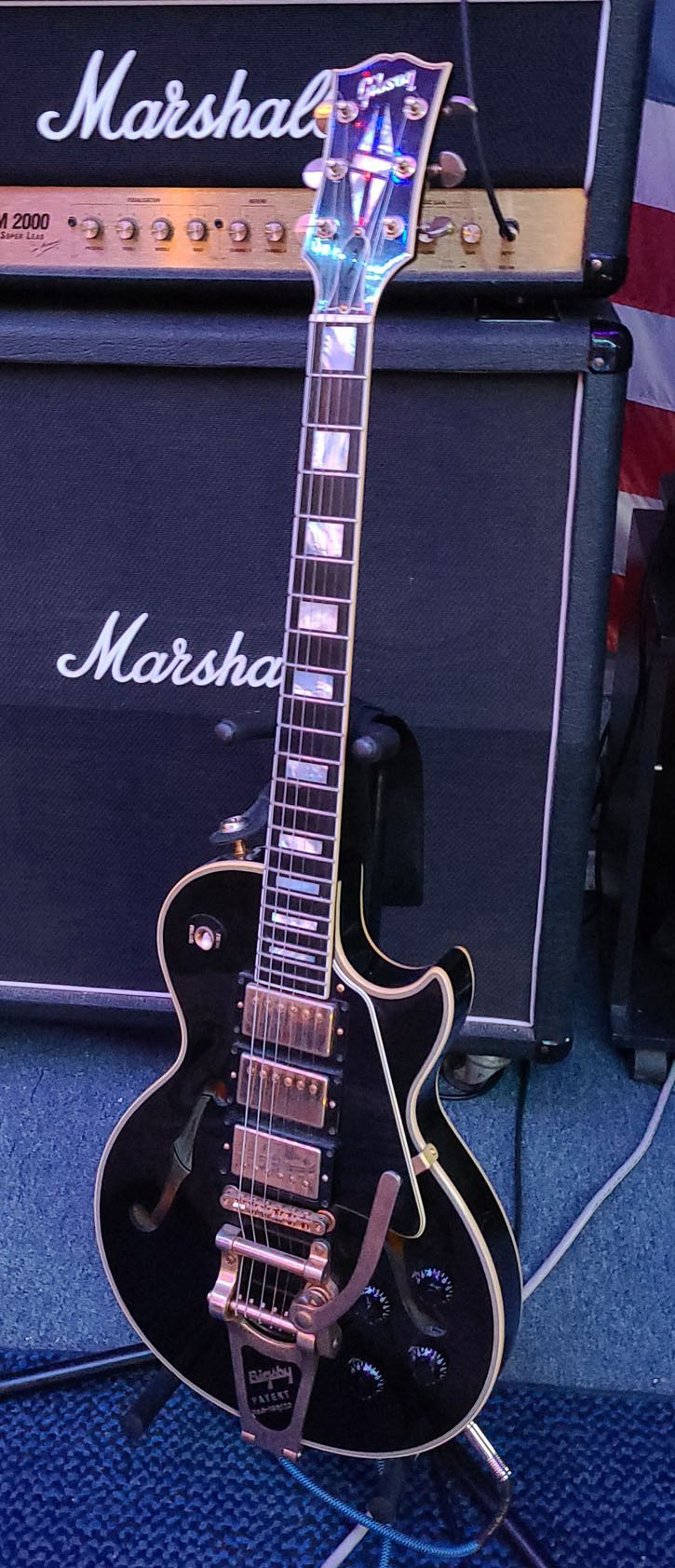
깁슨 멤피스 블랙 뷰티

깁슨은 2014년에 멤피스 ES-레스폴을 출시했다. 이것은 f-홀이 있고 대부분 두 개의 알니코 험버커가 있는 세미 어쿠스틱 모델이다. 세 개의 험버커가 있는 VOS 블랙 뷰티 ES 레스폴 한정판 커스텀 샵 모델이 있었다. 이 한정판 기타 중 일부는 빅스비 테일피스도 장착되었다. 넥은 마호가니이지만, 측면과 후면은 라미네이트 메이플과 포플러이다. 마호가니 블록이 바디 전체에 걸쳐 있어 서스테인을 증가시킨다.
레스폴 멤피스 ES는 깁슨의 MHS(멤피스 히스토릭 스펙) 험버커와 함께 출시되었다. 이 스케터 와운드 픽업은 빈티지 PAF를 모방하기 위해 불균형 코일을 가지고 있다. 브릿지 및 미들 픽업은 모두 알니코 II 마그넷을 가지고 있으며, 넥 픽업에는 알니코 III가 장착되어 있다.
공장에서 설치된 Bigsby B7 및 일부 모델의 복고풍 '밀크 병' Grover Rotomatics 외에도 다른 빈티지 개선 사항이 기타에 추가되었다. 넥은 히스토릭 스타일 트러스 로드, 롤드 지판 가장자리를 특징으로 하며, 바인딩 위로 프렛이 장착되어 있다. 세 개의 픽업 배선은 현대적인 스위칭을 제공하며, 덜 고음 차단을 위해 Orange Drop 캐패시터를 사용한다.
제한된 생산량 때문에 멤피스 ES-레스폴은 인기 있고 수집 가치가 있는 레스폴 모델이 되었다.

### HP (2016–2019)
"고성능"을 의미하는 깁슨 레스폴 HP는 2016년에 출시되었으며, G-Force 자동 튜너, 복합 반경 프렛보드, 티타늄 조절 가능한 제로 프렛 너트, 액스세스 모델과 유사한 카브드 빠른 액세스 넥 힐과 같은 가장 현대적인 기능을 특징으로 하는 레스폴 버전으로 의도되었다. 각 노브는 픽업과 과도 억제를 분할할 수 있는 푸시/풀 기능을 가지고 있었다. 기타는 광택 처리된 알루미늄 마감의 특별한 하드쉘 케이스와 함께 제공되었다.
이 모델은 2017년에 약간 수정되었는데, 토글 스위치 플레이트가 제거되고, 노브가 일반적인 스피드 노브에서 크롬 탑 햇 노브로 변경되었으며, 픽업 링이 흰색에서 크롬으로 변경되었다.
이 모델은 2018년에 큰 변화를 겪었다. 픽업 링이 완전히 제거되었고, 픽업은 이제 기타 뒷면에 두 개의 나사로 장착되었다. 이 변경으로 픽업 교체가 눈에 띄게 어려워졌고, 각 픽업의 마운팅 부분을 안쪽으로 구부려야 하는 수정이 필요했다.
이 모델은 2019년에 다시 변경되었는데, 2018년 픽업 링 제거가 되돌려졌다. 노브는 투명한 탑 햇 노브로 변경되었고, G-Force 튜너는 제거되고 잠금 튜너가 추가되었다. 이것이 HP 시리즈의 마지막 모델이었으며, 2020년에 단종되었다.

### 다크 파이어
깁슨 다크 파이어는 레스폴의 변형 모델이다. 트로니컬 Gmbh가 제작한 파워튠 셀프 튜닝 시스템의 업데이트된 버전을 사용하는 2세대 로봇 기타였다. 다크 파이어는 또한 다양한 기타 톤을 시뮬레이션하도록 설계된 온보드 전자 장치 시스템인 깁슨의 카멜레온 톤 기술을 도입했다. 또한, 기타에는 로봇 인터페이스 팩 또는 RIP이라고 하는 오디오 인터페이스가 포함되어 있었다.

#### 픽업
다크 파이어는 브릿지 위치에 Burstbucker 3 험버커, 넥에 P-90H, 그리고 브릿지 위치에 특별한 트로니컬 설계 압전 튠-오-매틱이 장착되었다. Burstbucker 3와 P-90H는 3방향 셀렉터 스위치를 통해 선택되었다. 압전 픽업은 MCK를 통해 활성화될 수 있으며, 표준 1/4" 기타 케이블 아래에서 마그네틱과 압전을 혼합한다. 깁슨은 피에조 신호와 마그네틱 신호를 두 개의 다른 앰프로 분리할 수 있는 TRS 스테레오 케이블을 제공했다.

### 에피폰 레스폴

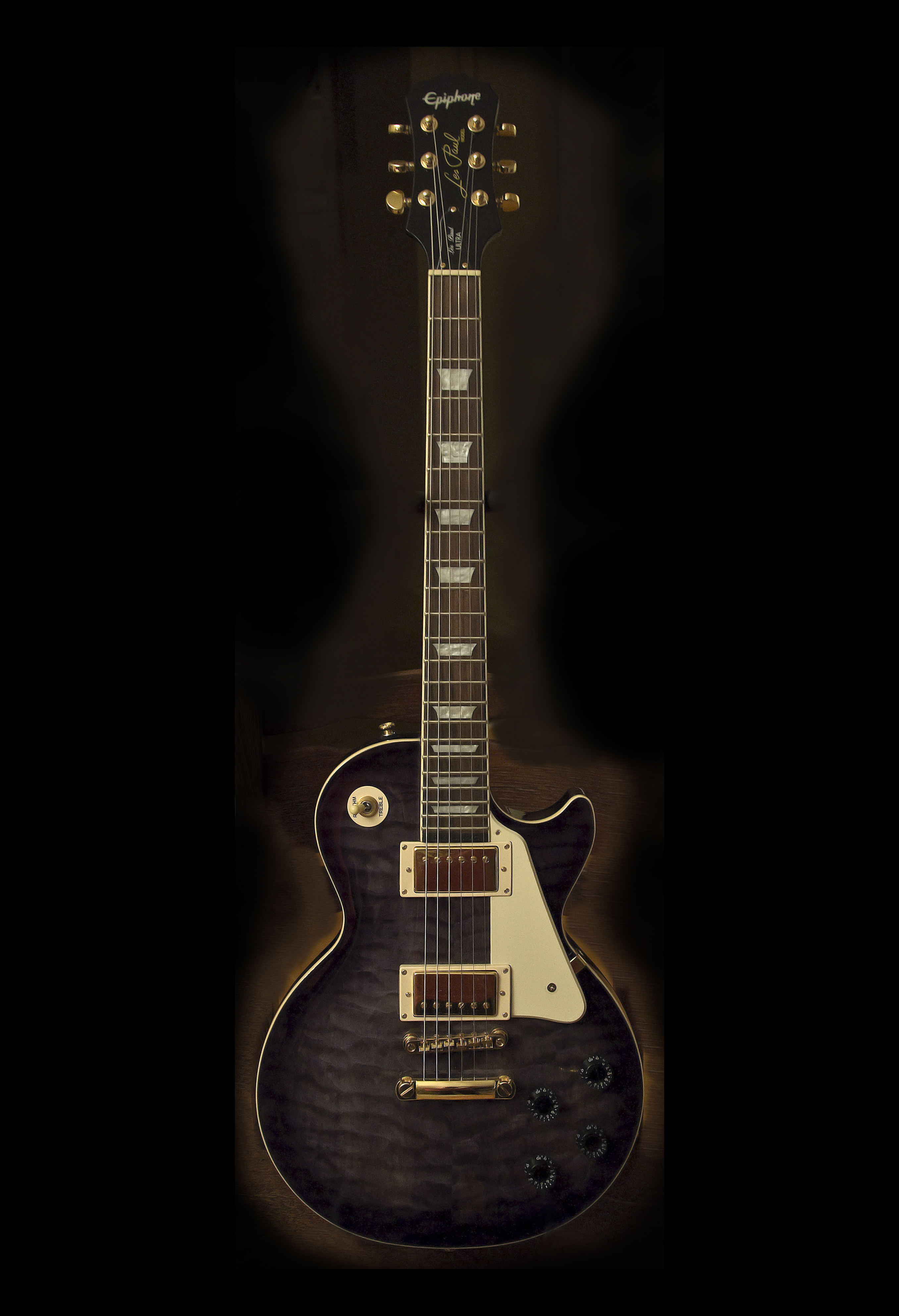
에피폰 브랜드의 레스폴 울트라 II

깁슨은 또한 저가 악기 브랜드인 에피폰을 통해 레스폴 기타를 판매한다. 대부분 깁슨 브랜드 모델과 유사한 복제 모델이다. 미국 밖에서 제작되는 에피폰 레스폴은 더 흔하게 구할 수 있는 목재를 사용하고 더 저렴한 해외 인력을 활용하며 깁슨 모델보다 손 작업이 덜 들어가므로 더 낮은 가격에 판매된다. 에피폰은 1950년대부터 깁슨 기타 소유이다.
에피폰은 또한 레스폴 고트, 레스폴 울트라/울트라 II, 레스폴 프로페시, 레스폴 트리뷰트 플러스와 같이 덜 흔한 레스폴 모델도 여러 개 제작한다.

## 시그니처 모델

### 지미 페이지

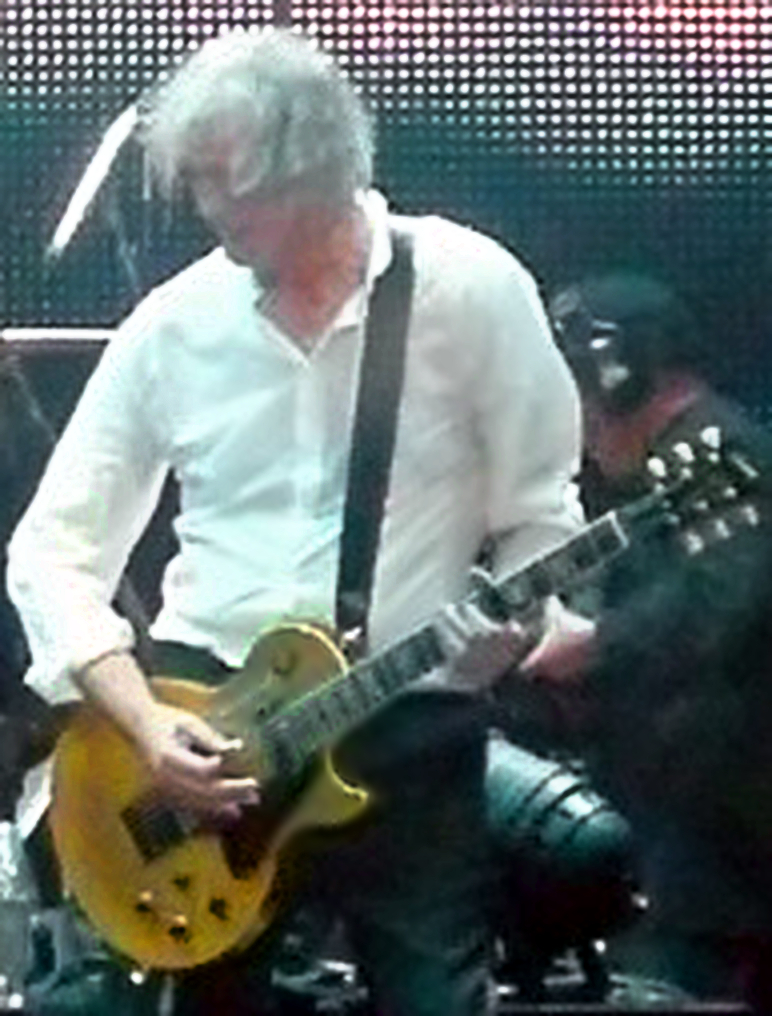
많은 레스폴 중 하나인 골드탑 클래식 프리미엄을 연주하는 지미 페이지

깁슨은 세 개의 지미 페이지 시그니처 모델을 생산했다. 첫 번째 모델은 1990년대 중반에 출시되었다. 이 모델은 스톡 선버스트 레스폴 스탠더드를 기반으로 했다. 2005년, 깁슨 커스텀 샵은 페이지의 1959년 "No. 1"을 기반으로 한 한정판 지미 페이지 시그니처 기타를 출시했다. 몇 년 후, 깁슨은 세 번째 지미 페이지 시그니처 기타를 출시했는데, 이 모델은 페이지의 #2를 기반으로 했으며 325대 한정 생산되었다.

### 게리 무어
게리 무어는 2000년대 초 자신의 시그니처 레스폴을 만들었는데, 노란색 플레임 탑, 바인딩 없음, 시그니처 트러스 로드 커버가 특징이다. 두 개의 오픈 탑 험버커 픽업이 장착되었는데, 하나는 "제브라 코일"(흰색 및 검은색 보빈 각 하나)을 가지고 있었다. 2009년, 깁슨은 또 다른 게리 무어 시그니처 기타인 깁슨 게리 무어 BFG 레스폴을 출시했다. 게리 무어 BFG는 이전 레스폴 BFG 시리즈와 매우 유사하지만, 무어의 다양한 1950년대 레스폴 스탠더드의 스타일링이 추가되었다.

### 슬래시

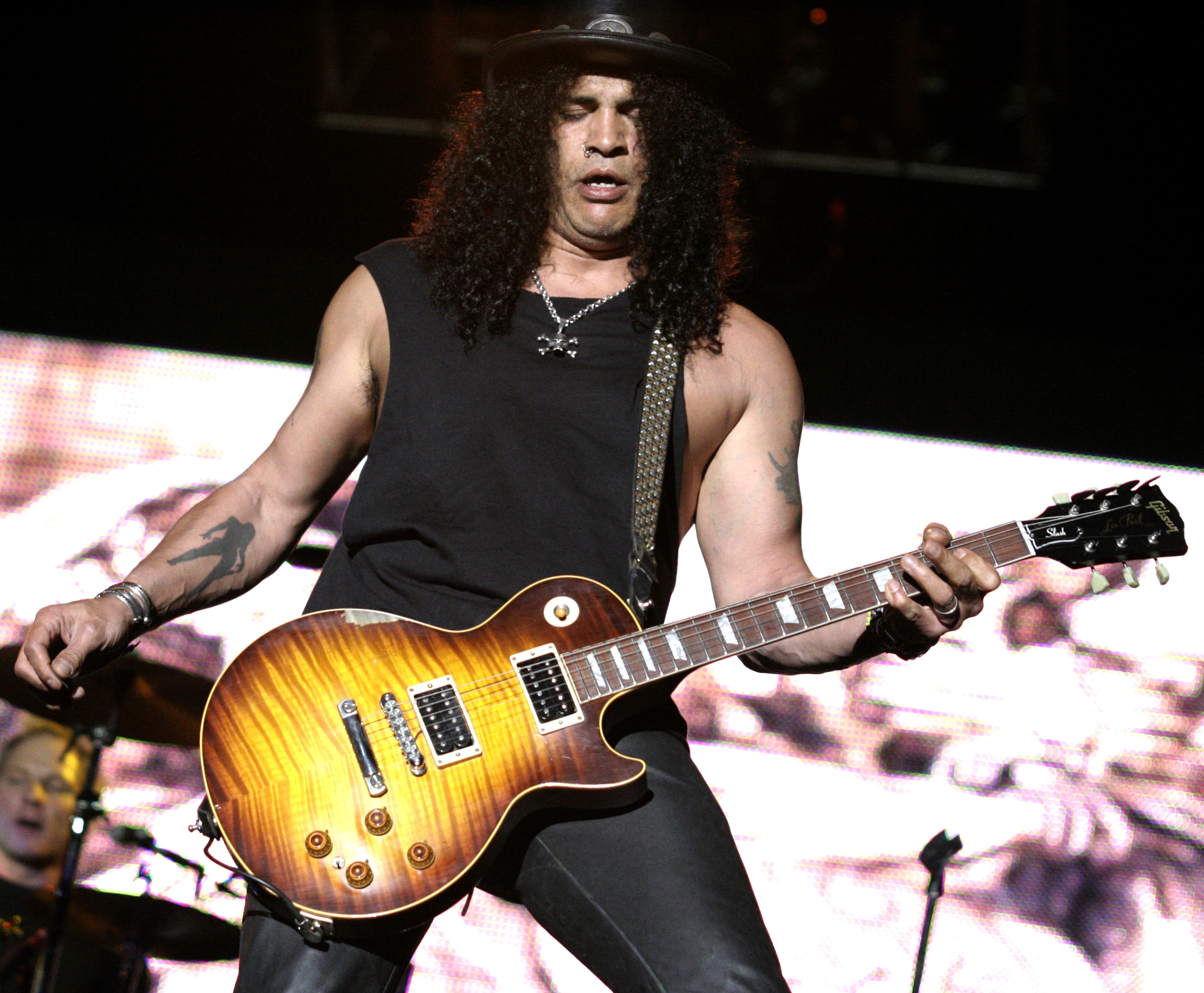
2007년 그의 시그니처 기타 중 하나를 연주하는 슬래시

슬래시는 깁슨과 17개의 시그니처 레스폴 모델을 공동 작업했다.
이 기타들 중 첫 번째는 1996년 깁슨 커스텀 샵에서 출시된 슬래시 "스네이크핏" 레스폴 스탠더드로, 슬래시의 스네이크핏 데뷔 앨범 커버의 불타는 뱀 그래픽과 흑단 지판 전체를 덮는 자개 뱀 인레이를 기반으로 했다. 에피폰 버전도 출시되었다. 생산량은 100대로 제한되었다.
2004년 깁슨 커스텀 샵은 슬래시 시그니처 레스폴 스탠더드를 출시했으며, 이는 깁슨이 비한정판 슬래시 레스폴의 "스탠더드"로 사용하고 있다. 2008년 깁슨 USA는 슬래시 시그니처 레스폴 스탠더드 플러스 탑을 출시했는데, 이는 슬래시가 1988년에 깁슨으로부터 받은 두 대의 레스폴 중 하나를 정통적으로 재현한 모델이다. 솔리드 마호가니 바디 위에 메이플 탑이 있고 앤티크 빈티지 선버스트 마감이 되어 있다. 에피폰 버전도 출시되었다. 또한 2008년 깁슨 커스텀 샵은 슬래시 "Inspired By" 레스폴 스탠더드를 출시했다. 이 기타는 그의 1987년 레스폴 스탠더드를 재현한 모델이다.
2010년 깁슨은 건즈 앤 로지스의 데뷔 앨범인 Appetite for Destruction에 대한 헌정으로 슬래시 "AFD/Appetite for Destruction" 레스폴 스탠더드 II를 출시했으며, 이는 슬래시가 앨범 녹음에 사용했던 크리스 데릭이 제작한 1959년 레스폴 복제 모델과 유사하다. 생산량은 400대로 제한되었으며, 슬래시가 직접 서명한 100대의 에이징된 기타와 커스텀 샵의 VOS 공정으로 마감된 300대의 기타로 구성되었다. 에피폰 버전도 동시에 출시되었다.
2013년 깁슨과 에피폰 모두 슬래시 "로소 코르사" 레스폴 스탠다드를 출시했다. 그리고 깁슨 USA의 슬래시 "버밀리온" 레스폴 스탠다드도 출시했다. 2017년에는 깁슨이 슬래시 "아나콘다 버스트" 레스폴을 출시했는데, 플레인 탑과 플레임 탑 두 가지로 구성되어 있다. 에피폰 버전도 출시되었다. 2017년, 깁슨 커스텀 샵은 슬래시 파이어버드를 출시했는데, 이는 그가 잘 알려진 레스폴 스타일 연관성에서 벗어난 급진적인 변화를 보여주는 기타이다. 이 기타는 트랜스 블랙과 트랜스 화이트 두 가지 색상으로만 생산되었다. 각 색상당 50대만 생산되었다.

### 조 페리

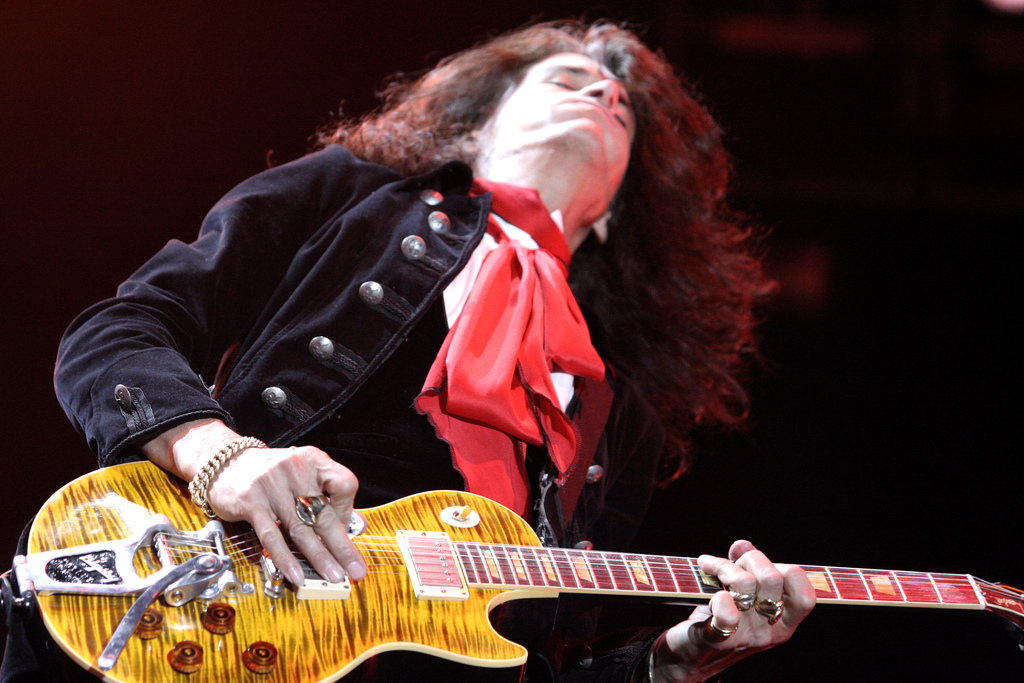
자신의 시그니처 "보니야드" 레스폴을 연주하는 조 페리

깁슨은 에어로스미스의 조 페리를 위해 두 대의 시그니처 레스폴 기타를 출시했다. 첫 번째 모델은 1996년에 개발되었으며 액티브 미드 부스트 컨트롤, 블랙 크롬 하드웨어 및 투명한 블랙 마감으로 맞춤 제작되었다. 2004년에는 두 번째로 더 시각적으로 독특한 레스폴인 "보니야드" 레스폴로 대체되었다. 이 기타는 페리의 맞춤 "보니야드" 로고가 헤드스톡에 새겨져 있고 그린 타이거 마감의 무늬가 있는 메이플 탑을 특징으로 하며, 스톱 바 테일피스 또는 빅스비 테일피스와 함께 사용할 수 있다.
조 페리는 1959년 깁슨 레스폴 스탠다드를 소유하고 있었다. 페리는 어떻게 된 건지 1982년에 1959년 레스폴을 잃어버렸다. 기타를 되찾으려고 했을 때, 그 기타는 슬래시가 소유하고 있었다 (나중에 November Rain 뮤직 비디오에서 사용했다). 페리는 기타를 다시 살 수 있는지 물었지만 슬래시는 거절했다. 페리는 기타에 대해 계속 물었고, 결국 2000년에 슬래시로부터 50번째 생일 선물로 기타를 돌려받았다.

### 피터 프램턴

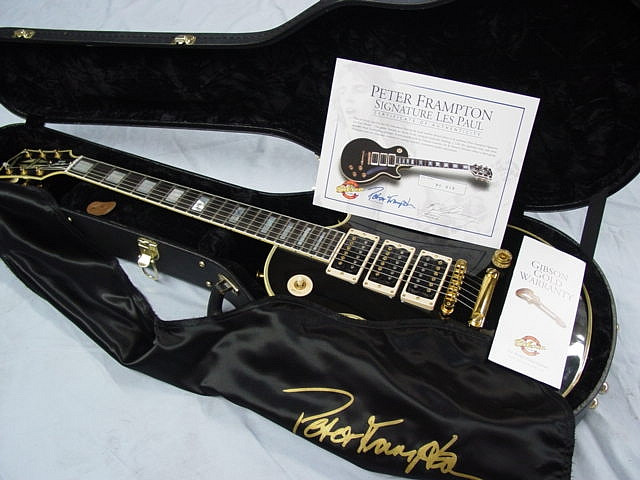
피터 프램턴 54 커스텀

피터 프램턴이 험블 파이 시절부터 초기 솔로 활동까지 메인 기타로 사용했던 세 개의 픽업을 장착한 "블랙 뷰티" 레스폴 커스텀의 복제 모델이 2012년 깁슨 커스텀 샵을 통해 출시되었다. 프램턴의 오리지널 기타는 광범위하게 개조된 1954년 레스폴이었다. 그의 기타는 1980년 남미 비행기 추락 사고에서 분실된 것으로 추정되었지만, 2011년에 프램턴에게 돌아왔다.

### 마이크 블룸필드
깁슨은 수백 장의 사진을 활용하여 블루스 기타리스트 마이크 블룸필드의 시그니처 한정판 모델을 제작했다. 이 회사는 2009년에 맞춤 에이징 마감 처리된 블룸필드 모델 100대와 회사의 VOS 마감 처리된 200대를 추가로 생산했다. 에이징 버전에는 테일피스 균열, 불일치하는 볼륨 및 톤 컨트롤 노브, "레스폴"이 새겨진 트러스 로드 커버(두 버전 모두 포함)를 재현했으며, 토글 스위치 커버도 포함했다. 헤드스톡은 블룸필드가 교환하기 전에 기타에 장착된 신장 모양의 그로버 튜닝 키가 특징이다.

### 피트 타운젠드

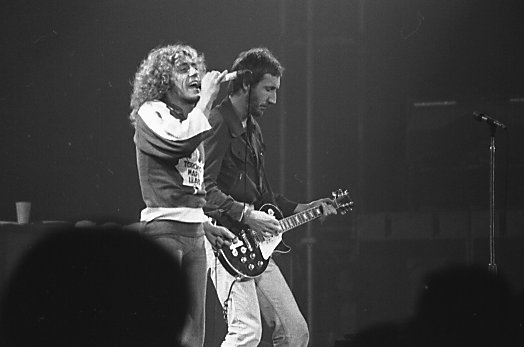
모디파이된 레스폴 디럭스를 연주하는 로저 돌트리와 피트 타운젠드

2005년, 깁슨은 피트 타운젠드 시그니처 에디션 레스폴 디럭스 기타 세 대를 출시했는데, 타운젠드의 대대적으로 개조된 "#1" 와인 레드 1976년 레스폴 디럭스, "#3" 골드 탑 1976년, "#9" 체리 선버스트 1976년을 기반으로 했다. 이 기타들은 앨런 로간에 의해 개조되었고 더 후와 함께 무대 및 스튜디오에서 광범위하게 사용되었다. 기타에 장착된 두 개의 미니 험버커 외에도, 로간은 타운젠드의 원본에 가운데 DiMarzio 험버커를 추가하여 개조했다. 기타의 테일피스 뒤에 위치한 토글 스위치는 픽업을 켜고 끄고 볼륨 부스트를 추가했다. 컨트롤 노브는 볼륨, 각 픽업용 하나, 마스터 톤용 하나로 배선되었다. 재발매 모델은 타운젠드의 원본과 달리 첫 번째 프렛에 인레이가 있었지만, 원본에는 없었다.

### 에이스 프레일리
에이스 프레일리 시그니처 모델 (1997년 출시, 2012년 재출시)은 3개의 더블 화이트 DiMarzio 픽업, 체리 선버스트 마감 (AAAA), 키스 분장을 한 프레일리의 얼굴 컬러 이미지 (헤드스톡), 자개 번개 모양 인레이, 12번째 프렛에 프레일리의 모의 서명이 특징이다. 커스텀 샵 한정판으로 DiMarzio PAF, Super Distortion, Dual Sound 픽업이 장착된 300대만 제작되었다. 양산형 모델은 DiMarzio Super Distortion 픽업만 장착되었다. 이 모델은 깁슨에서 가장 많이 팔린 아티스트 모델 중 하나였다. 2012년 최신 "부도칸" 모델은 1977년 키스의 첫 일본 방문 당시 사용했던 기타를 기리기 위한 것으로, 자개 블록 인레이 (12번째 프렛에 서명 없음), 자개 반조 버튼이 있는 그로버 머신 헤드, A 등급 메이플 탑을 특징으로 한다.

### 빌리 기본스
ZZ 탑의 빌리 기본스는 자신의 "펄리 게이츠" 1959년 레스폴 스탠다드를 기반으로 한 자신의 시그니처 세이모어 던컨 픽업 세트가 장착된 시그니처 모델을 가지고 있다.

### 에릭 클랩튼

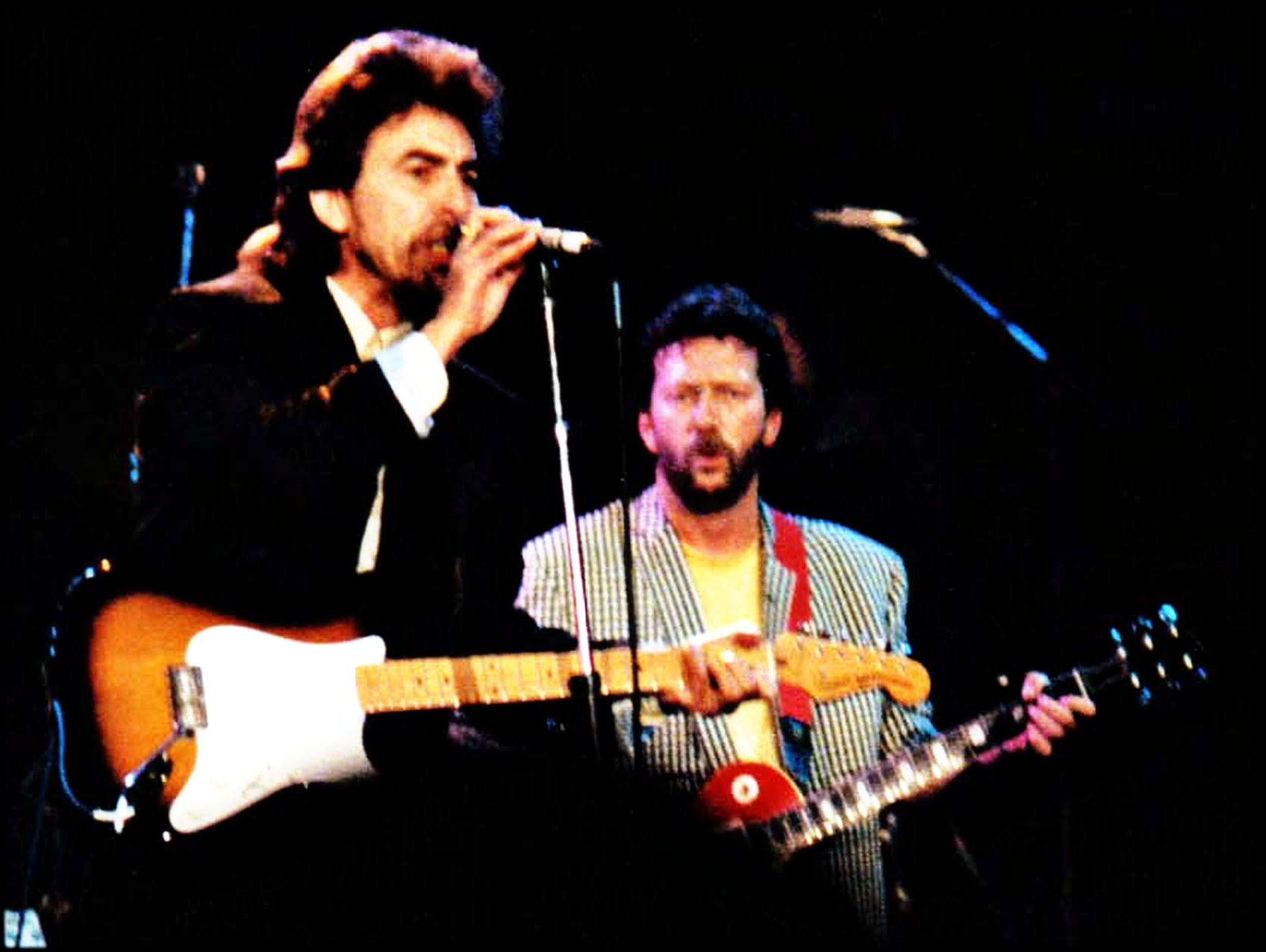
1987년 조지 해리슨 오른쪽에 있는 에릭 클랩튼이 레스폴을 연주하고 있다

에릭 클랩튼은 존 메이올 & 더 블루스브레이커스 멤버로서, 그리고 크림 초기 시절에 1960년 스탠더드를 연주했다. 이 기타는 Fresh Cream 녹음 후 1966년 첫 크림 투어를 준비하는 동안 도난당했다고 전해지며, 클랩튼 팬들에게 오랫동안 상징적인 악기로 여겨졌다. 깁슨은 2010년에 클랩튼 1960 스탠더드, 일명 "비노 버스트" 생산을 발표했다. 깁슨은 이 악기가 "에릭 클랩튼이 개인적으로 자신의 1960년 레스폴이 되어야 한다고 느끼는 것을 정확하게 나타낸다"고 말하며, 클랩튼이 기타 디자인에 대해 조언했다고 밝혔다. 생산량은 제한적이지만, 모든 모델은 시대에 맞는 하드웨어, 두 개의 깁슨 복제 PAF 험버킹 픽업, 그리고 미묘한 무늬의 "앤티쿼티 버스트" 메이플 탑을 특징으로 한다.

### 마크 노플러

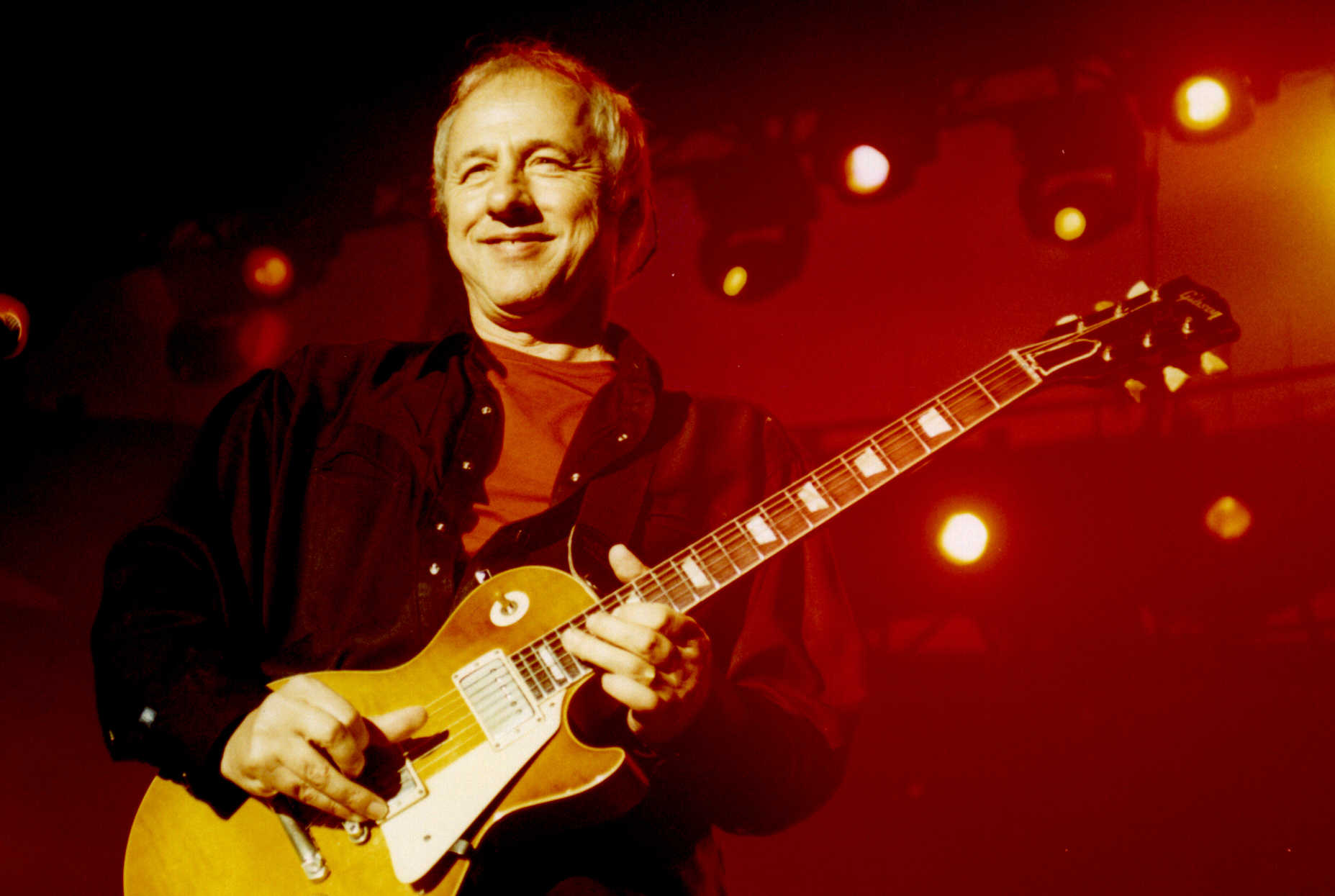
레스폴을 연주하는 마크 노플러

다이어 스트레이츠의 마크 노플러는 "Money for Nothing"과 같은 트랙에서 스튜디오와 라이브 무대 모두에서 1958년 레스폴을 사용했다. 2016년, 깁슨은 그의 1958년 레스폴 스탠다드의 시그니처 모델을 출시했다.

### 폴 코소프
프리와 백 스트리트 크롤러의 폴 코소프는 1959년 레스폴 스탠더드를 선호했다. 2011년-12년, 깁슨의 커스텀 샵은 코소프의 스탠더드 복제 모델을 제작했는데, "그린-레몬" 플레임탑, 두 조각 카브드 메이플 탑, 마호가니 바디와 넥, 커스텀 버커 험버킹 픽업, 코소프가 악기에 장착했던 것과 유사한 신장 모양의 그로버 튜너를 특징으로 한다. 코소프가 사망한 1976년 당시의 기타를 재현한 100대의 코소프 모델과 VOS 마감 처리된 250대가 추가로 제작되었다.

### 마크 볼란
티렉스의 마크 볼란은 50년대 후반 레스폴을 연주했는데, 아마도 스트립된 골드탑에 나중에 레스폴 커스텀 넥을 다시 장착한 것으로 추정된다. 깁슨은 2011년에 이 독특한 기타를 재현했으며, 100대의 수작업 에이징, 번호 매겨진 버전과 빈티지 오리지널 사양 프로세스를 활용한 350대를 포함하여 450대를 생산했다. 이 기타는 맞춤 제작된 PAF 재현 노출 험버커 픽업으로 유명하다. 기타는 깁슨에서 "볼란 샤블리"라고 부르는 맞춤 마감을 특징으로 한다.

### 애덤 존스
툴의 애덤 존스는 밴드 결성 이후 1979년 실버버스트 레스폴을 연주했다. 이 기타들은 짧은 기간 동안만 제작되었다. 존스는 1995년 인터뷰에서 한 번에 5대까지 소유했었다고 말했다. 2020년 6월, 애덤 존스는 자신의 인스타그램을 통해 깁슨에서 자신의 기타를 기반으로 한 시그니처 모델을 제작 중이라고 발표했다. 두 가지 다른 모델이 제작되었다: 한정 판매된 커스텀 버전과 더 쉽게 구할 수 있는 스탠더드 버전이다. 존스는 나중에 2021년에 같은 기타의 에피폰 시그니처를 예고했고, 이는 2022년 12월에 뒷면에 시각 예술이 포함된 7가지 수집 가능한 버전 중 하나로 처음 출시되었다.

## 레스폴 복제 및 소송
1960년대와 1970년대의 초기 레스폴 모조품들은 회프너, 학스트롬, 하모니 컴퍼니, 그레코 등에서 제작되었으며, 깁슨의 디자인과 전자 장치, 심지어 볼트-온 넥까지 달랐지만, 1970년대 후반 일부 일본 회사들은 오리지널 1958-1960년 스탠더드의 완벽한 복제본을 제작하기 시작했다.
깁슨의 모회사인 노린 코퍼레이션은 1977년 엘거/호시노 U.S.A.(아이바네즈의 제조사 및 유통사)를 상대로 헤드스톡 모양 및 로고 사용에 대해 소송을 제기했으며, 이는 깁슨 디자인과 유사하다고 간주되었다. 그러나 소송은 1976년까지 단종된 아이바네즈 헤드스톡 디자인을 기반으로 했다. 이 사건은 1978년 2월 2일에 공식적으로 종결되었다. 이 1970년대 중반 기타는 나중에 "소송 시대" 기타로 알려지게 되었다.
ESP Guitars는 레스폴 디자인을 기반으로 한 여러 기타를 제작한다. 에드워즈와 내비게이터 라인은 1970년대 후반과 1980년대의 토카이, 버니, 그레코 기타와 마찬가지로 일본에서 제작되며, 깁슨 스타일 헤드스톡을 갖추고 있다.
1985년, 깁슨이 내슈빌로 이전했을 때 4명의 오랜 깁슨 직원들이 설립한 헤리티지 기타스는 칼라마주의 원래 공장에서 기타를 계속 제작하고 있다. 그들의 많은 모델은 깁슨의 1950년대 후반/1960년대 초반 선버스트 및 커스텀 모델에서 영감을 받았다.
2006년, 깁슨은 PRS 기타스에 대한 소송에서 패소했다. 깁슨은 PRS가 레스폴 모양과 디자인을 침해했다고 주장했다. 법원의 판결에 따라 PRS는 자사의 싱글 컷어웨이 버전 악기를 다시 출시할 수 있게 되었다.
2008년 깁슨은 핀란드에서 레스폴 상표권에 대한 상표가치희석 소송에서 패소했다. 법원에 따르면 "레스폴"은 특정 종류의 기타에 대한 일반 명사가 되었다고 한다. 이 소송은 깁슨이 토카이 기타를 생산하는 무사마알리마를 상표권 침해로 고소하면서 시작되었다. 그러나 여러 증인들은 "레스폴"이라는 용어가 특정 기타 모델이 아닌 기타의 특성을 나타낸다고 증언했다. 법원은 또한 깁슨이 레스폴을 복수형으로 사용하고 깁슨 기타 수입업자가 레스폴을 일반 명사로 사용했다는 점을 가중 처벌 요소로 보았다.

## 같이 보기
- 깁슨 ES 시리즈
- 깁슨 레스폴 더블컷
- 깁슨 레스폴 주니어
- 깁슨 ES 레스폴
- 깁슨 SG
- 깁슨 레스폴 베이스

## 참고
1. ↑  Original "The Log" was exhibited at Country Music Hall of Fame, Nashville. A replica of "The Log" (“loaned from Les Paul Foundation”. 2017년 9월 16일에 원본 문서에서 보존된 문서.) have been exhibited on "“Les Paul Experience”. 2015년 2월 21일에 원본 문서에서 보존된 문서." permanent exhibition at Waukesha County Museum.
2. ↑  This Les Paul prototype was refinished in cherry sunburst from original goldtop, pickups are replaced with his lo-impedance type, and also Bigsby vibrato tailpiece is installed. This guitar have been exhibited on "“Les Paul Experience”. 2015년 2월 21일에 원본 문서에서 보존된 문서." permanent exhibition at Waukesha County Museum.
3. ↑  This Les Paul prototype (white) has an appearance similar to the later “Les Paul Personal”. 2013년 1월 26일에 원본 문서에서 보존된 문서. model because its pickups were replaced by the low-impedance type, however, the existence of trapezoid-type bridge/tailpiece imply that it is early Les Paul.
4. ↑  In the summer of 1952, Gibson Les Paul Goldtop was priced at US$209 (2022년 기준 $2,037에 해당).
5. ↑  This guitar (1953 Goldtop exhibited at FUZZ Guitar Show 2008) was used by 칼 퍼킨스 on many of his early "선 레코드" Recordings

### 참고 문헌
- Achard, Ken (1990). 《The History and Development of the American Guitar》. Bold Strummer. ISBN 9780933224186.
- Bacon, Tony (2002). 《50 Years of the Gibson Les Paul: Half a Century of the Greatest Electric Guitars》 1판. Backbeat Books. ISBN 0-87930-711-0.
- Bishop, Ian Courtney (March 1990). 《The Gibson Guitar from 1950》 2판. Bold Strummer. ISBN 978-0-933224-46-9.
- Burrows, Terry (2013). 《1001 Guitars To Dream of Playing Before Die》. Universe. ISBN 978-0-7893-2701-7.
- Burrows, Terry (2015). 《The Les Paul Manual》. Voyageur Press. ISBN 9780760349236.
- Carter, Walter (2007). 《The Gibson Electric Guitar Book Seventy Years of Classic Guitars》. Backbeat. ISBN 9780879308957.
- Duchossoir, A.R. (1998). 《Gibson Electrics: The Classic Years》. Hal Leonard. ISBN 0-7935-9210-0.
- Freeth, Nick; Alexander, Charles (2004).  Bonds, Ray, 편집. 《The Illustrated Directory of Guitars》. Barnes & Noble, Inc. ISBN 0-7607-6317-8. OL 8014461M.
- Freeth, Nick (2012). 《The Complete Guitar Encyclopedia》. Parragon. ISBN 978-1-4454-9313-8.
- Hunter, Dave (2014). 《The Gibson Les Paul The Illustrated Story of the Guitar That Changed Rock》. Voyageur Press. ISBN 9781627881395.
- Iwanade, Yasuhiko (1999). 《The Beauty of the 'Burst Gibson Sunburst Les Pauls from '58 to '60》. Hal Leonard. ISBN 9780793573745.
- Lawrence, Robb (2008). 《The Early Years of the Les Paul Legacy: 1915–1963》. Hal Leonard Corp. ISBN 978-0634048616.
- Maloof, Rich (2004). 《Jim Marshall, father of loud: the story of the man behind the world's most famous guitar amplifiers》. Hal Leonard. ISBN 978-0-87930-803-2.
- Pittman, Aspen (2003). 《The Tube Amp Book》 Deluxe Revis판. Backbeat. ISBN 978-0-87930-767-7. OL 8128566M.
- Wheeler, Tom (1992). 《American Guitars》. HarperPerennial. ISBN 0-06-273154-8.
- White, Forrest (1994). 《Fender: The Inside Story》. Backbeat Books. ISBN 978-0879303099.

## 추가 자료
- 일렉트릭 기타 맨: 레스 폴의 천재성 (Library Binding). 에드윈 브릿 와이코프. Enslow Elementary (2008년 4월). ISBN 978-0-7660-2847-0
- 백만 달러 레스 폴: 세상에서 가장 가치 있는 기타를 찾아서 (Paperback). 토니 베이컨. Jawbone Press 1판 (2008). ISBN 978-1-906002-14-5
- 《밥 말리 음악의 아버지》. 148쪽. – 깁슨 다크 파이어